# 霍夫施塔特蝴蝶

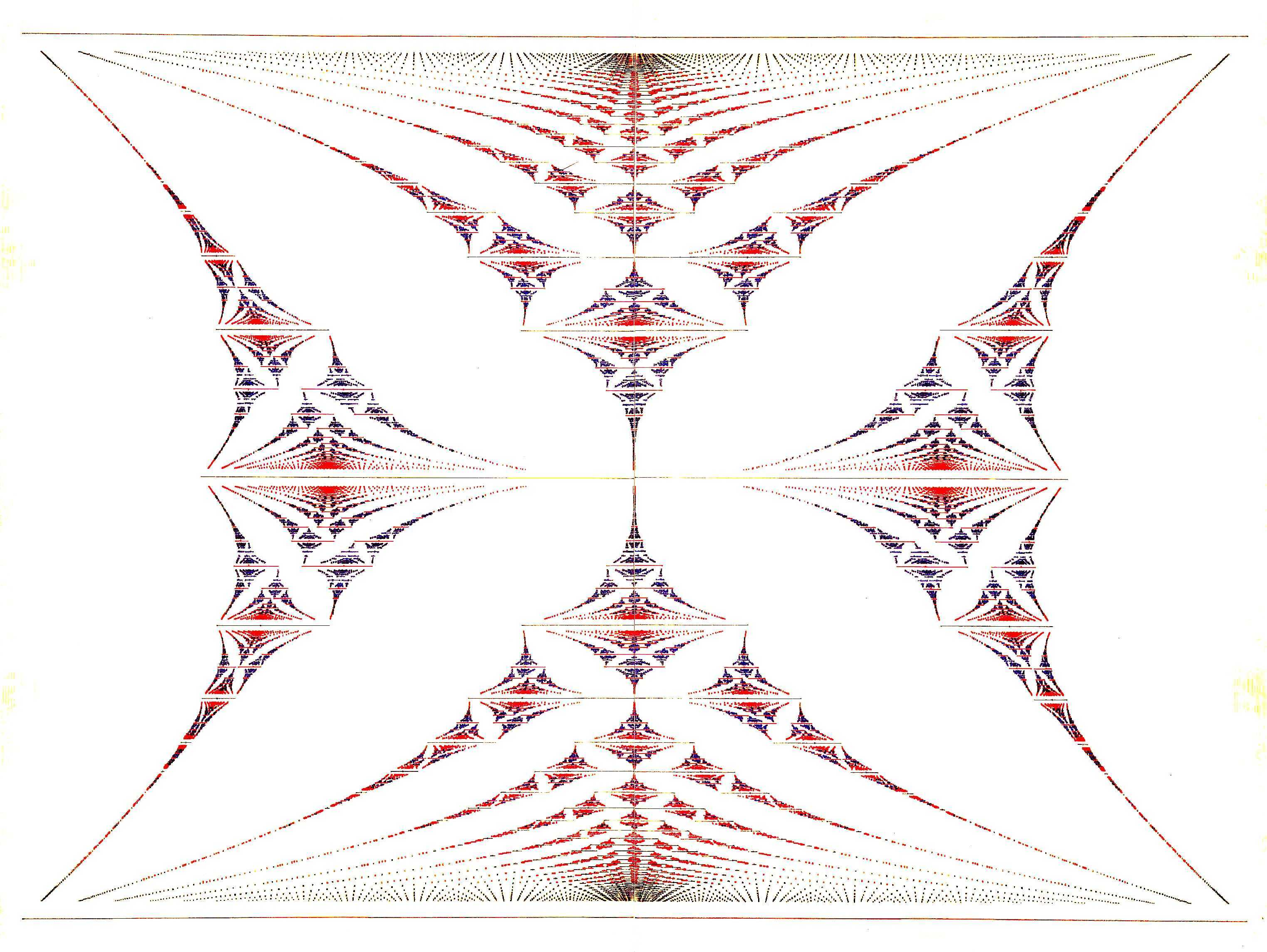
霍夫施塔特绘制的“蝴蝶图”

在凝聚态物理学中，霍夫施塔特蝴蝶，又称霍夫斯塔特蝴蝶，侯世达蝴蝶，指的是在周期性势能和外部磁场的共同作用下，二维晶格中电子的能量谱所表现出的蝴蝶状图案。1976年，侯世達在他的博士论文中描述了这一能量谱分形和自相似的特点；这张谱图也成为了现代科学数据可视化的早期范例之一。正如侯世达所写道的：“（图中的）巨大能隙形成了一种非常引人注目的图案，有点类似蝴蝶，“霍夫施塔特蝴蝶”也因此得名。
霍夫施塔特蝴蝶在整数量子霍尔效应理论和拓扑量子数理论中起着举足轻重的作用。

## 历史
早在20世纪50年代，魯道夫·佩爾斯和他的学生R·G·哈珀（R. G. Harper）就已经研究并发表了垂直均匀磁场作用下二维晶格上电子的第一个数学描述 。1976年，侯世达在一篇关于垂直磁场中布洛赫电子能级的文章中首次描述了这种结构，以图形方式绘制出哈珀方程的频谱。该谱图在数学结构上最显著的特征是，在特定的磁场数值下，能带会在单一维度（能量）上发生分裂。关于这一点，苏联物理学家马克·阿兹贝尔曾在1964年的一篇文章中顺带提过，但侯世达将所有的磁场值与所有的能量值绘制于二维图像中，大大发展了这一工作，并首次揭示了图像中独特的递归的几何性质。 
侯世达的这篇文章从理论上预测，对于一垂直于系统的外加磁场，二维正方形晶格中的电子所有可能的能级关于外加磁场的函数形成了现今所谓的分形集，即在较小尺度上变化的外加磁场所形成的能级分布是通过递归的方式去重复大尺度结构中的模式的。侯世达在他的文章中对该图案递归结构的描述，早于本華·曼德博创造的“分形”这一术语。在获得1980年普利策奖的《哥德尔、埃舍尔、巴赫》一书中，侯世达再次讨论了这张图像，使“霍夫施塔特蝴蝶”广为人知。
戴维·索利斯和他的团队发现，蝴蝶翅膀的特征是陈整数，这为计算霍夫施塔特模型中的霍尔电导提供了一种方法。 

### 实验证据

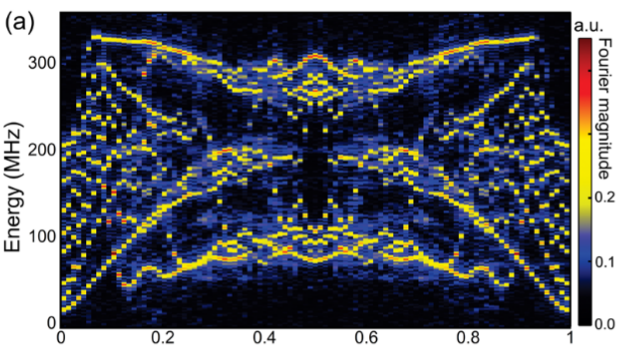
通过超导量子比特模拟电子的行为来生成霍夫施塔特蝴蝶图案

1997年，科学家在使用带有一系列散射体（array of scatterers）的微波波导（microwave guide）进行的实验中发现了与霍夫施塔特蝴蝶类似的图案。这是因为带有散射体的微波波导的数学描述与磁场中的布洛赫波之间具有相似性，所以散射体的周期性序列能够产生类似霍夫施塔特蝴蝶的图案。
2001年，克里斯蒂安·阿尔布雷希特（Christian Albrecht）、克劳斯·冯·克利青及其同事利用超晶格势中的二维电子气来检验索利斯等人关于霍夫施塔特蝴蝶的预测。 
2013年，三个独立的研究组各自发表了在六方氮化硼基底上制造的石墨烯器件中存在霍夫施塔特蝴蝶谱图的证据 。这里的蝴蝶谱图是由外加磁场与石墨烯、氮化硼之间形成的大尺度莫尔条纹相互作用所导致的。
2017年9月，谷歌的John Martinis团队与CQT新加坡的Angelakis团队合作，利用9个超导量子比特中相互作用的光子对垂直磁场中的二维电子进行模拟计算，成功地再现了霍夫施塔特蝴蝶。
2021年，科学家在接近第二魔角的转角双层石墨烯中观察到了霍夫施塔特蝴蝶。